# Isabella Cocuzza
Isabella Cocuzza (Siracusa, 9 luglio 1975) è una produttrice cinematografica italiana.

## Biografia
Ha prodotto con la Paco Cinematografica, fondata insieme ad Arturo Paglia, La migliore offerta di Giuseppe Tornatore e i film da regista di Rocco Papaleo Basilicata coast to coast e Una piccola impresa meridionale.

## Filmografia

### Cinema
- Lettere dalla Sicilia, regia di Manuel Giliberti (2006)
- Padiglione 22, regia di Livio Bordone (2006)
- Cover-boy, regia di Carmine Amoroso (2006)
- Basilicata coast to coast, regia di Rocco Papaleo (2010)
- Scossa, regia collettiva (2011)
- La migliore offerta, regia di Giuseppe Tornatore (2013)
- Una piccola impresa meridionale, regia di Rocco Papaleo (2013)
- La prima luce, regia di Vincenzo Marra (2015)
- La corrispondenza, regia di Giuseppe Tornatore (2016)
- La stoffa dei sogni, regia di Gianfranco Cabiddu (2016)
- Non è un paese per giovani, regia di Giovanni Veronesi (2017)
- Nove lune e mezza, regia di Michela Andreozzi (2017)
- In viaggio con Adele, regia di Alessandro Capitani (2018)
- Il flauto magico di Piazza Vittorio, regia di Gianfranco Cabiddu e Mario Tronco (2018)
- Cosa fai a Capodanno?, regia di Filippo Bologna (2018)
- Mio fratello rincorre i dinosauri, regia di Stefano Cipani (2019)
- Brave ragazze, regia di Michela Andreozzi (2019)
- Il talento del calabrone, regia di Giacomo Cimini (2020)
- Genitori vs influencer, regia di Michela Andreozzi (2021)
- Il silenzio grande, regia di Alessandro Gassmann (2021)
- Educazione fisica, regia di Stefano Cipani (2022)
- I cassamortari, regia di Claudio Amendola (2022)
- Una gran voglia di vivere, regia di Michela Andreozzi (2023)
- Napoli - New York, regia di Gabriele Salvatores (2024)

### Televisione
- Dostoevskij, regia di Damiano e Fabio D'Innocenzo – miniserie TV (2024)

## Distribuzioni
- 2016 A girl walks home alone at night
- 2017 Deep-un'avventura in fondo al mare